# Rally de Avilés de 2006
El Rally de Avilés de 2006, oficialmente 30.º Rally de Avilés, fue la trigésima edición y la sexta cita de la temporada 2006 del Campeonato de España de Rally. Fue también puntuable para el campeonato de Asturias, la Copa C2 y el Desafío Peugeot. Se celebró del 7 al 9 de julio.

## Clasificación final
| Pos. | Piloto               | Copiloto            | Automóvil                 | Tiempo    | Diferencia |
| ---- | -------------------- | ------------------- | ------------------------- | --------- | ---------- |
| 1.   | Dani Solà            | Xavier Amigo        | Citroën C2 S1600          | 1:26:36.9 | 0.0        |
| 2.   | Sergio Vallejo       | Diego Vallejo       | Renault Clio S1600        | 1:26:51.0 | +0:14.1    |
| 3.   | Miguel Ángel Fuster  | José Vicente Medina | Renault Clio S1600        | 1:27:09.7 | +0:32.8    |
| 4.   | Sergio López-Fombona | Juan Carlos Dorado  | Mitsubishi Lancer Evo IX  | 1:28:24.7 | +1:47.8    |
| 5.   | Marcelino Hevia      | Jorge González      | Fiat Punto S1600          | 1:28:33.7 | +1:56.8    |
| 6.   | Manuel Rueda         | Borja Rozada        | Renault Clio S1600        | 1:29:04.6 | +2:27.7    |
| 7.   | Santi Concepción     | César Cruz          | Mitsubishi Lancer Evo IX  | 1:29:27.2 | +2:50.3    |
| 8.   | Víctor J. Delgado    | Ignacio A. Eguren   | Mitsubishi Lancer Evo IX  | 1:30:54.7 | +4:17.8    |
| 9.   | Rantur               | Álex Cid            | Mitsubishi Lancer Evo IX  | 1:31:42.3 | +5:05.4    |
| 10.  | Álvaro Muñiz         | César F. Blanco     | Mitsubishi Lancer Evo VII | 1:31:46.8 | +5:09.9    |